# Weatherford (Teksas)
Weatherford je grad u američkoj saveznoj državi Teksas. Prema popisu stanovništva iz 2010. u njemu je živjelo 25.250 stanovnika.